# RACK-13係の残酷器械-
『RACK -13係の残酷器械-』（ラック -じゅうさんがかりのざんこくきかい-）は、荊木吠人による日本の漫画作品。『月刊コミックジーン』（メディアファクトリー）にて、2012年10月号から2019年7月号まで連載された。2014年には2度ドラマCD化され、『月刊コミックジーン』2014年11月号の付録として付属し、単行本4巻にドラマCDが付属するアニメイト限定セットとして発売された。

## あらすじ
警視総監を父親に持つ高校生・真藤笑は、高い推理力を買われて、様々な難事件を解決している高校生名探偵として有名。だが、彼の推理には実は裏があった。それは、拷問による聴取を専門に行う部署・捜査一課特別捜査13係の存在だった。その13係に所属する執行者・アガリが拷問具の魂を呼び出して犯人を追い詰め、自白させていた。その真相を知った笑は困惑するが、アガリと共に事件解決のために行動することになる。

## 登場人物
※担当声優は、ドラマCD版のもの。

### 主要人物
アガリ
声 - 小野大輔
身長：191センチメートル / 体重：71キログラム / 誕生日：不明 / 星座：不明/ 血液型：O型 / 家族構成：不明
本作の主人公。捜査一課特別捜査13係に所属する謎の執行者。
冷静沈着な性格で、常に真実を求めるが、冗談を言ってはぐらかすことがある。拷問具を一人格として再生させる特殊能力を持ち、拷問によって犯人を自白させる。執行時は誰にでも容赦しないが、捏造や強要、拷問で犯人を殺すことは一切しない。戦闘力は高く、元ボクサーの美能を捻じ伏せた程。痛みを感じることができない体質で攻撃を受けても痛みを感じないが、身体機能自体は普通の人間と同じである。
かつて、地下室に監禁されたところを、誠言に救出された。
真藤 笑（しんどう しょう）
声 - 梶裕貴
身長：172センチメートル / 体重：54キログラム / 誕生日：7月20日 / 星座：かに座 / 血液型：A型 / 家族構成：父
本作のもう1人の主人公。聖マルタ高等学校に通う男子高校生。警視総監を父に持つ。
普段はどこか冷めた性格をした、ごく平凡な少年。表向きは様々な事件を解決していることになっているため、世間では高校生名探偵として評判になっている。しかし、本当は自力で事件を解決した訳ではないため、本人は名探偵と言われることに困惑している。面倒臭がりだが、正義感が強い。爆弾犯の事件をきっかけに、アガリ、キャタナインと関わりを持つ。
赤ん坊のころにある事件で母を亡くし、すぐに親戚に引き取られて育った。父は自ら別居した上に親子の触れ合いを行おうとしなかったため、父との親子仲は険悪になっている。この境遇から「（笑自身の）家族はいない」と述懐している。
キャタナイン・テイルズ
声 - 下野紘
身長：140センチメートル（成人時は203センチメートル） / 体重：不明 / 誕生日：6月1日（覚醒した日） / 星座：ふたご座 / 血液型：不明
アガリの補佐。アガリからは「キャシー」と呼ばれている。常にキルトを着ている。口が悪く、傲慢かつ無礼な態度が目立ち、アガリ以外の人間には、暴言や毒舌を吐く。正体は、九尾の猫鞭というトーチャー。9本の尻尾が鞭となっており、相手を攻撃する。外見は10代前半の少女だが、実は男性。牛乳を飲むことで、本来の姿である大柄な筋肉質に変化し、鞭の威力も向上する。
アガリに喚び出された拷問具で初めて返事をしたため、補佐に任命された。

### 拷問具（トーチャー）
アイアンメイデン・ユングフェル
声 - 代永翼
拷問具「鋼鉄の処女」のトーチャー。アガリには非常に従順。
スパイダー
拷問具「魔女の蜘蛛」のトーチャー。若い女性が好きだが、時に暴走することがある。
サムベキン
拷問具「親指潰し器」のトーチャー。拷問具らしからぬ紳士的な性格。ブロドキンと一緒に仕事をすることが多かったらしい。
チコーニャ
拷問具「鸛」のトーチャー。喋ることが出来ない。
スピニーラビット
拷問具「刺のある兎」のトーチャー。召喚に失敗したため、兎の姿になったが、還り方も分からないため、アガリのペットとなった。
ガロット
拷問具「ガロット」のトーチャー。トーチャーの中でも特に大柄で、年季が入っている。
ブーロ
拷問具「驢馬」のトーチャー。驢馬耳の少年の姿をしている。
スキニングキャット
拷問具「猫鞭」のトーチャー。キャタナインとは敵対している。パンクロッカーのような見た目をしている。
ブロドキン
拷問具「編み上げ靴」のトーチャー。アガリにも傲慢無礼な態度で接する。ある理由で、呪いの類を嫌っている。
アングイッシュ・ペア
拷問具「苦悩の梨」のトーチャー。目が前髪で隠れている。シルクハットの青年の姿をしている。
アイアン・コフィン・オブ・リッサ
拷問具「リッサの鉄棺」のトーチャー。対象が苦しむ様に耐えられず、殺そうとしてしまうことがある。
ヘッド・クラッシャー
「頭蓋骨粉砕器」のトーチャー。 対象に、故意に軽い記憶障害を起こすことが出来る。
ローレル
鎖鞭の一種である「月桂樹」のトーチャー。 キャタナイン曰く「アガリを打ちたがるヘンタイ」とのことだが、基本的には彼に従順。
クロコダリアンプライヤー
「ワニペンチ」のトーチャー。 凶暴かつ残忍な性格で、アガリすらも騙したことがある。
箒尻（ほうきじり）
「箒尻」のトーチャー。平和主義で拷問を嫌うが、家事は得意。

### レタンテム
山村 安理（やまむら あんり）
眼鏡を掛けた処刑人の少年。聡明で、冷淡な性格。犯罪を犯したにも関わらず無実になった少年によって両親を目の前で殺された過去から、悪人は殺すべきという考えを持ち、己の活動を正義と信じている。ケッチからは「サンソン（その都度、「山村だ」と突っ込んでいる）」「安理ちゃん（本人はこの呼称を嫌う）」と呼ばれている。武器は左手につけたワイヤーと携帯型のギロチン。
名前の由来およびモデルは、シャルル＝アンリ・サンソンから。
ジャック・ケッチ
山村の相棒。外見は日本人の様だが、イギリス人。山村とは反対に、軽薄な性格。毎回髪型を変える。山村と共に悪人を殺害していたが、アガリの拷問によって、実は快楽目的だったことが判明。だが、日極の判断によって、その後もレタンテムで活動している。斧を携帯している。
名前の由来およびモデルは、ジャック・ケッチから。
美能（みのう）
元プロボクサー。かつて世界王者として名声を得たが、10年前の夜、暴漢に襲われた女性を助けるために相手を殴り殺したことが原因で、警察に逮捕される。王座を剥奪され、世間から非難を浴びたため、司法に失望している。仕事柄、打たれ強い身体を持つ。
羽鳥 紗英（はとり さえ）
処刑人の女性。レタンテムを隠れ蓑に、少女を殺害してその血を浴槽に満たして浸かるためだった。後に、山村によって処分される。
名前の由来およびモデルは、バートリ・エルジェーベトから。
エジソン
レタンテムの武器を作る男性。眼鏡と白衣が特徴。狂気的な性格で、胡散臭い雰囲気がある。アガリとは何らかの関係がある。
赤間（あかま）

日極斗馬（ひづめ　とうま）
レタンテムを統括する男性。当初、顔はシルエットになっていた。アガリのことを知っているらしく、彼に興味を持っている。武器は巨大な車輪。
名前の由来は、フランツ・シュミットから。

### 聖マルタ高等学校
敏（びん）
声 - 村瀬歩
笑の友人。
橋場エイジ（はしば エイジ）
声 - 野上翔
笑の友人。冤罪を着せられたことがある。
日下零人（くさか れいと）
愛称：ゼロ先。社会科の教師。笑を目の敵にしている。
佐藤英子（さとう ひでこ）

### 拷問された犯罪者
爆弾魔
声 - 杉田智和
笑に興味を持ち、彼に挑戦状を送った狂的な男。
窃盗団ピンクパンダの一員
声 - 山下大輝
新入りの団員。警察署をハイジャックした男。笑を誘拐するが、キャタナインによって制裁された。
羽生美稚（はにゅう みち）
聖マルタ高等学校2年B組在籍。H・Bee（エイチ・ビー）というハンドルネームで、絶大な人気を誇る少女。エイジに振られた腹いせに彼を陥れようと殺人事件を起こしたが、スパイダーによって自白した。
倉林（くらばやし）
刑事。上述の事件でエイジを犯人だと思い込み、彼を拷問した。実は、過去にも拷問によって事件を捏造したことがあるが、サムベキンによって制裁を受け、後に退職した。名前の由来は、紅林麻雄。
明星アキラ（みよせ アキラ）
占星術師にして宗教の会長。
島原蒔（しまばら まき）
有馬組の団員。21歳。ドMのため、アガリとキャタナイン、ブーロを悩ませた。
有馬組の若頭
本名不明。自身の罪を隠すため、島原を身代わりにした。
土居留人（どい りゅうと）
探偵。22歳。居合わせた事件を必ず解決することから、笑に代わって、名探偵として一時期世間を騒がせた。だが、実は事件が起きる様に自ら仕向けていた。
眠りネズミ
本名不明。
勝平類（かつひら るい）
弁護士。どんな事件も無罪にすると評判で、マスコミに取り上げられる程。

### その他の登場人物
真藤 誠言（しんどう まこと）
笑の実父。警視総監を務める。笑曰く「仕事人間」で、家庭を顧みなかったため、親子仲は険悪そのもの。アガリと深い関わりを持つ。息子のことには無関心になっている節を見せるが、息子がアガリと関わることを良く思っていない模様。
桐谷日和（きりや ひより）

細田美子（ほそだ よしこ）

## 用語
拷問具（トーチャー）
本稿では、アガリの特殊能力について説明。アガリによって召喚された拷問具で、一人格を持つ。アガリの質問に対して嘘を吐いたり回答を拒んだりすると、対象に攻撃を与えるが、正直に答えれば、傷は癒える（アガリ曰く「スティグマみたいなもの」）。キャタナイン曰く「拷問具の魂」。
捜査一課特別捜査13係
拷問による聴収を専門とする部署。所属する職員は、アガリのみ。この部署の存在は、表沙汰になっておらず、警察の間でもその存在を知る者は、ほとんどいない。
レタンテム
悪人を殺害することを目的とした処刑人の集団。対象とする悪人は、殺人から万引きまで幅広く、全て発見次第その場で処刑・殺害し、現場には『レタンテム』と書かれた紙片を置いている。だが、裏ではレタンテムの隠れ蓑に、不当な理由で殺人を犯す者も少なからず存在する模様。

## 書誌情報
- 荊木吠人 『RACK-13係の残酷器械-』 メディアファクトリー 〈ジーンコミックス〉、全13巻
  1. 2013年2月27日発売[6]、ISBN 978-4-8401-5021-7
  2. 2013年8月27日発売[7]、ISBN 978-4-8401-5315-7
  3. 2014年2月27日発売[8]、ISBN 978-4-04-066288-6
  4. 2014年10月27日発売[9]、ISBN 978-4-04-066889-5
  5. 2015年2月27日発売[10]、ISBN 978-4-04-067275-5
  6. 2015年8月27日発売[11]、ISBN 978-4-04-067593-0
  7. 2016年2月27日発売[12]、ISBN 978-4-04-068207-5
  8. 2016年8月27日発売[13]、ISBN 978-4-04-068515-1
  9. 2017年3月27日発売[14]、ISBN 978-4-04-069095-7
  10. 2017年8月26日発売[15]、ISBN 978-4-04-069366-8
  11. 2018年3月27日発売[16]、ISBN 978-4-04-069757-4
  12. 2018年10月25日発売[17]、ISBN 978-4-04-065042-5
  13. 2019年7月26日発売[18]、ISBN 978-4-04-065694-6